# Wendy Schaeffer
Wendy Schaeffer (n. 16 septembrie 1974, Adelaide, Australia de Sud, Australia) este o sportivă ce a reprezentat Australia, medaliată olimpică. A participat la o ediție a Jocurilor Olimpice (1996) în care a câștigat o medalie de aur.

## Participări
Lista de mai jos prezintă principalele competiții la care a participat Wendy Schaeffer de-a lungul carierei.
- equestrian at the 1996 Summer Olympics – team eventing[*]